# Si yo fuera presidente
Si yo fuera presidente va ser un programa de televisió, presentat i dirigit pel periodista Fernando García Tola, que es va emetre per La 2 de Televisió espanyola entre 1983 i 1985.

## Format
Programa molt marcat per la personalitat del seu guionista, presentador i director, la premissa de l'espai s'assenta sobre la frase continguda en el seu títol: Sobre peticions dels espectadors, queixes, demandes ciutadanes, el periodista planteja les mesures que seria recomanable que el Govern adoptés, especialment en matèria social.
En el programa s'intercalaven entrevistes tant a ciutadans com a responsables polítics, representants sindicals o líders socials.
A més, va comptar amb les actuacions, al llarg dels seus dos anys d'emissió, dels cantautors Javier Krahe, Alberto Pérez i Joaquín Sabina, la cantant Ana Belén, etc.
El 15 de maig de 1984 va finalitzar, després de 30 emissions, la primera temporada, en paraules del director  per la incapacitat de l'equip per a imaginar nous programes.
Comptava amb un pressupost d'1.600.000 pessetes (9.616 euros) per cada programa emès.

## Polèmiques
- Després de l'emissió del programa de 17 de gener de 1984, el llavors president de la RFEF Pablo Porta Busoms es va querellar contra l'entrevistat aquell dia en el plató, el periodista esportiu José María García, per l'emissió d'imatges que va entendre vulneraven el seu dret a la intimitat.[3]
- Una setmana després el programa va emetre un nu integral col·lectiu, amb la subsegüent polèmica a l'Espanya del moment.[4]
- El 16 d'octubre de 1984, Rogelio Baón, vocal del Consell d'Administració d'RTVE pel Grup Popular al Congrés dels Diputats, va sol·licitar l'ajornament d'un dels programes de Si yo fuera Presidente que comptaria amb 100 militants de diferents partits polítics per a debatre sobre la situació d'Espanya, per considerar-ho greu deterioració per a la imatge i funcions del Congrés dels Diputats.[5]
- L'11 d'abril de 1985, la Conferència Episcopal Espanyola va emetre un comunicat de protesta contra l'emissió en l'espai en el qual es van abocar opinions que van considerar que atemptaven als sentiments religiosos del país.[6]

## Pressupost
Va comptar amb un pressupost d'1.600.000 pessetes per programa.

## Premis
- TP d'Or 1984 a Fernando García Tola com a millor presentador.